# FC Grand Pro Varna
Il Grand Pro Varna è una squadra bulgara di calcio a 5, fondata nel 2003 con sede a Varna.

## Storia
Il club è stato fondato ufficialmente nel 2003 con il nome di Piccadilly, nel 2007 ha cambiato denominazione in MFC Varna. Dopo la fusione nel 2011 con la Grand Pro ha assunto l'attuale denominazione.

## Palmarès
- Campionato bulgaro: 9

2004-05, 2006-07, 2008-09, 2010-11, 2011-12, 2012-13, 2013-14, 2014-15, 2015-16
- Coppa di Bulgaria: 4

2004-05, 2007-08, 2008-09, 2010-11
- Supercoppa di Bulgaria: 1

2006